# Eleições autárquicas portuguesas de 1982 na Madeira
| Eleições autárquicas portuguesas de 1982 Distritos: Aveiro \| Beja \| Braga \| Bragança \| Castelo Branco \| Coimbra \| Évora \| Faro \| Guarda \| Leiria \| Lisboa \| Portalegre \| Porto \| Santarém \| Setúbal \| Viana do Castelo \| Vila Real \| Viseu \| Açores \| Madeira |

## Resultados por concelho
Os resultados nos concelhos da Região Autónoma da Madeira foram os seguintes:

### Calheta
| Partido                 | Partido                   | Votos | %               | +/-   | Vereadores | +/-     |
| ----------------------- | ------------------------- | ----- | --------------- | ----- | ---------- | ------- |
|                         | Partido Social Democrata  | 4 155 | 65,57 / 100,00  | 11,19 | 4 / 5      | Estável |
|                         | Centro Democrático Social | 1 367 | 21,57 / 100,00  | 4,83  | 1 / 5      | Estável |
|                         | Partido Socialista        | 382   | 6,03 / 100,00   | 2,81  | 0 / 5      | Estável |
|                         | Aliança Povo Unido        | 135   | 2,13 / 100,00   | 1,41  | 0 / 5      | Estável |
|                         | União Democrática Popular | 88    | 1,39 / 100,00   | 0,83  | 0 / 5      | Estável |
| Votos Inválidos         | Votos Inválidos           | 210   | 3,32 / 100,00   | 1,22  |            |         |
| Total                   | Total                     | 6 337 | 100,00 / 100,00 |       | 5 / 5      |         |
| Eleitorado/Participação | Eleitorado/Participação   | 8 532 | 74,27 / 100,00  | 8,67  |            |         |

### Câmara de Lobos
| Partido                 | Partido                   | Votos  | %               | +/-   | Vereadores | +/-     |
| ----------------------- | ------------------------- | ------ | --------------- | ----- | ---------- | ------- |
|                         | Partido Social Democrata  | 7 602  | 72,44 / 100,00  | 1,60  | 6 / 7      | 1       |
|                         | Partido Socialista        | 1 395  | 13,29 / 100,00  | 5,11  | 1 / 7      | 1       |
|                         | Centro Democrático Social | 688    | 6,56 / 100,00   | 0,33  | 0 / 7      | Estável |
|                         | União Democrática Popular | 204    | 1,94 / 100,00   | 2,45  | 0 / 7      | Estável |
|                         | Aliança Povo Unido        | 193    | 1,84 / 100,00   | 1,09  | 0 / 7      | Estável |
| Votos Inválidos         | Votos Inválidos           | 412    | 3,93 / 100,00   | 0,75  |            |         |
| Total                   | Total                     | 10 494 | 100,00 / 100,00 |       | 7 / 7      |         |
| Eleitorado/Participação | Eleitorado/Participação   | 15 925 | 65,90 / 100,00  | 12,95 |            |         |

### Funchal
| Partido                 | Partido                   | Votos  | %               | +/-   | Vereadores | +/-     |
| ----------------------- | ------------------------- | ------ | --------------- | ----- | ---------- | ------- |
|                         | Partido Social Democrata  | 23 068 | 46,48 / 100,00  | 12,97 | 5 / 9      | 1       |
|                         | Partido Socialista        | 17 922 | 36,11 / 100,00  | 16,47 | 4 / 9      | 2       |
|                         | Centro Democrático Social | 3 767  | 7,59 / 100,00   | 1,60  | 0 / 9      | 1       |
|                         | Aliança Povo Unido        | 1 982  | 3,99 / 100,00   | 0,04  | 0 / 9      | Estável |
|                         | União Democrática Popular | 1 282  | 2,58 / 100,00   | 2,36  | 0 / 9      | Estável |
| Votos Inválidos         | Votos Inválidos           | 1 608  | 3,24 / 100,00   | 1,24  |            |         |
| Total                   | Total                     | 49 629 | 100,00 / 100,00 |       | 9 / 9      |         |
| Eleitorado/Participação | Eleitorado/Participação   | 77 260 | 64,24 / 100,00  | 3,04  |            |         |

### Machico
| Partido                 | Partido                   | Votos  | %               | +/-  | Vereadores | +/-     |
| ----------------------- | ------------------------- | ------ | --------------- | ---- | ---------- | ------- |
|                         | Partido Social Democrata  | 5 313  | 54,19 / 100,00  | 0,47 | 4 / 7      | Estável |
|                         | União Democrática Popular | 3 349  | 34,16 / 100,00  | 1,14 | 3 / 7      | Estável |
|                         | Partido Socialista        | 401    | 4,09 / 100,00   | 2,57 | 0 / 7      | Estável |
|                         | Centro Democrático Social | 265    | 2,70 / 100,00   | 1,34 | 0 / 7      | Estável |
|                         | Aliança Povo Unido        | 129    | 1,32 / 100,00   | 0,03 | 0 / 7      | Estável |
| Votos Inválidos         | Votos Inválidos           | 347    | 3,54 / 100,00   | 0,93 |            |         |
| Total                   | Total                     | 9 804  | 100,00 / 100,00 |      | 7 / 7      |         |
| Eleitorado/Participação | Eleitorado/Participação   | 13 129 | 74,67 / 100,00  | 7,41 |            |         |

### Ponta do Sol
| Partido                 | Partido                   | Votos | %               | +/-   | Vereadores | +/-     |
| ----------------------- | ------------------------- | ----- | --------------- | ----- | ---------- | ------- |
|                         | Partido Social Democrata  | 3 220 | 70,66 / 100,00  | 13,76 | 4 / 5      | 1       |
|                         | Centro Democrático Social | 1 012 | 22,21 / 100,00  | 14,33 | 1 / 5      | 1       |
|                         | Partido Socialista        | 120   | 2,63 / 100,00   | 0,90  | 0 / 5      | Estável |
|                         | Aliança Povo Unido        | 66    | 1,45 / 100,00   | 0,52  | 0 / 5      | Estável |
|                         | União Democrática Popular | 36    | 0,79 / 100,00   | 0,62  | 0 / 5      | Estável |
| Votos Inválidos         | Votos Inválidos           | 103   | 2,26 / 100,00   | 0,43  |            |         |
| Total                   | Total                     | 4 557 | 100,00 / 100,00 |       | 5 / 5      |         |
| Eleitorado/Participação | Eleitorado/Participação   | 5 846 | 77,95 / 100,00  | 7,93  |            |         |

### Porto Moniz
| Partido                 | Partido                   | Votos | %               | +/-   | Vereadores | +/-     |
| ----------------------- | ------------------------- | ----- | --------------- | ----- | ---------- | ------- |
|                         | Partido Social Democrata  | 1 102 | 52,28 / 100,00  | 12,61 | 3 / 5      | 1       |
|                         | Centro Democrático Social | 889   | 42,17 / 100,00  | 16,88 | 2 / 5      | 1       |
|                         | Partido Socialista        | 63    | 2,99 / 100,00   | 4,33  | 0 / 5      | Estável |
|                         | Aliança Povo Unido        | 2     | 0,09 / 100,00   | 0,23  | 0 / 5      | Estável |
| Votos Inválidos         | Votos Inválidos           | 56    | 2,46 / 100,00   | 0,28  |            |         |
| Total                   | Total                     | 2 108 | 100,00 / 100,00 |       | 5 / 5      |         |
| Eleitorado/Participação | Eleitorado/Participação   | 2 679 | 78,69 / 100,00  | 7,46  |            |         |

### Porto Santo
| Partido                 | Partido                   | Votos | %               | +/-  | Vereadores | +/-     |
| ----------------------- | ------------------------- | ----- | --------------- | ---- | ---------- | ------- |
|                         | Partido Social Democrata  | 1 188 | 51,97 / 100,00  | 5,98 | 3 / 5      | Estável |
|                         | Partido Socialista        | 894   | 39,11 / 100,00  | 0,02 | 2 / 5      | Estável |
|                         | Centro Democrático Social | 106   | 4,64 / 100,00   | -    | 0 / 5      | -       |
|                         | Aliança Povo Unido        | 13    | 0,57 / 100,00   | 0,43 | 0 / 5      | Estável |
|                         | União Democrática Popular | 12    | 0,52 / 100,00   | -    | 0 / 5      | -       |
| Votos Inválidos         | Votos Inválidos           | 73    | 3,20 / 100,00   | 1,29 |            |         |
| Total                   | Total                     | 2 286 | 100,00 / 100,00 |      | 5 / 5      |         |
| Eleitorado/Participação | Eleitorado/Participação   | 2 771 | 82,50 / 100,00  | 4,02 |            |         |

### Ribeira Brava
| Partido                 | Partido                   | Votos | %               | +/-   | Vereadores | +/-     |
| ----------------------- | ------------------------- | ----- | --------------- | ----- | ---------- | ------- |
|                         | Partido Social Democrata  | 4 255 | 76,27 / 100,00  | 4,76  | 5 / 5      | Estável |
|                         | Partido Socialista        | 527   | 9,45 / 100,00   | 2,91  | 0 / 5      | Estável |
|                         | Centro Democrático Social | 343   | 6,15 / 100,00   | 1,11  | 0 / 5      | Estável |
|                         | Aliança Povo Unido        | 114   | 2,04 / 100,00   | 0,80  | 0 / 5      | Estável |
|                         | União Democrática Popular | 47    | 0,84 / 100,00   | 0,80  | 0 / 5      | Estável |
| Votos Inválidos         | Votos Inválidos           | 293   | 5,26 / 100,00   | 1,94  |            |         |
| Total                   | Total                     | 5 579 | 100,00 / 100,00 |       | 5 / 5      |         |
| Eleitorado/Participação | Eleitorado/Participação   | 8 327 | 67,00 / 100,00  | 12,22 |            |         |

### Santa Cruz
| Partido                 | Partido                   | Votos  | %               | +/-   | Vereadores | +/-     |
| ----------------------- | ------------------------- | ------ | --------------- | ----- | ---------- | ------- |
|                         | Partido Social Democrata  | 7 118  | 63,56 / 100,00  | 10,25 | 6 / 7      | Estável |
|                         | Partido Socialista        | 1 901  | 16,97 / 100,00  | 6,28  | 1 / 7      | Estável |
|                         | Centro Democrático Social | 731    | 6,53 / 100,00   | 0,05  | 0 / 7      | Estável |
|                         | Aliança Povo Unido        | 628    | 5,61 / 100,00   | 3,13  | 0 / 7      | Estável |
|                         | União Democrática Popular | 327    | 2,92 / 100,00   | 0,14  | 0 / 7      | Estável |
| Votos Inválidos         | Votos Inválidos           | 494    | 4,41 / 100,00   | 1,95  |            |         |
| Total                   | Total                     | 11 199 | 100,00 / 100,00 |       | 7 / 7      |         |
| Eleitorado/Participação | Eleitorado/Participação   | 15 257 | 73,40 / 100,00  | 4,29  |            |         |

### Santana
| Partido                 | Partido                   | Votos | %               | +/-  | Vereadores | +/-     |
| ----------------------- | ------------------------- | ----- | --------------- | ---- | ---------- | ------- |
|                         | Partido Social Democrata  | 3 813 | 75,07 / 100,00  | 2,89 | 5 / 5      | Estável |
|                         | Partido Socialista        | 510   | 10,04 / 100,00  | 3,83 | 0 / 5      | Estável |
|                         | Centro Democrático Social | 495   | 9,75 / 100,00   | 0,50 | 0 / 5      | Estável |
|                         | União Democrática Popular | 41    | 0,81 / 100,00   | 0,63 | 0 / 5      | Estável |
|                         | Aliança Povo Unido        | 33    | 0,65 / 100,00   | 1,07 | 0 / 5      | Estável |
| Votos Inválidos         | Votos Inválidos           | 187   | 3,68 / 100,00   | 1,27 |            |         |
| Total                   | Total                     | 5 079 | 100,00 / 100,00 |      | 5 / 5      |         |
| Eleitorado/Participação | Eleitorado/Participação   | 7 259 | 69,97 / 100,00  | 9,50 |            |         |

### São Vicente
| Partido                 | Partido                   | Votos | %               | +/-   | Vereadores | +/-     |
| ----------------------- | ------------------------- | ----- | --------------- | ----- | ---------- | ------- |
|                         | Partido Social Democrata  | 1 994 | 56,01 / 100,00  | 13,98 | 4 / 5      | Estável |
|                         | Centro Democrático Social | 779   | 21,88 / 100,00  | 7,33  | 1 / 5      | Estável |
|                         | Partido Socialista        | 457   | 12,84 / 100,00  | 6,62  | 0 / 5      | Estável |
|                         | Aliança Povo Unido        | 59    | 1,66 / 100,00   | 0,70  | 0 / 5      | Estável |
|                         | União Democrática Popular | 54    | 1,52 / 100,00   | 0,09  | 0 / 5      | Estável |
| Votos Inválidos         | Votos Inválidos           | 217   | 6,09 / 100,00   | 0,82  |            |         |
| Total                   | Total                     | 3 560 | 100,00 / 100,00 |       | 5 / 5      |         |
| Eleitorado/Participação | Eleitorado/Participação   | 5 285 | 67,36 / 100,00  | 9,05  |            |         |